# Elezioni legislative in Francia del novembre 1946
Le elezioni legislative in Francia del novembre 1946 per eleggere i 620 deputati dell'Assemblea nazionale si sono tenute il 10 novembre. Furono le prime elezioni tenutesi durante la Quarta Repubblica francese (1946–1958).
I risultati delle elezioni videro una vittoria senza precedenti del PCF, divenuto il primo partito della Repubblica con il 28,3% dei voti e 173 dei 620 seggi. Il partito democristiano MRP si confermò come seconda forza politica, che si consolida come primo partito anticomunista e moderato, mentre la SFIO subisce un crollo notevole (dal 21,1% dei voti di giugno al 17,8%) a causa della concorrenza dei comunisti. La presenza di un parlamento così eterogeneo, nonché il timore di una presa di potere del PCF, portarono alla fine alla coalizione transitoria del "Tripartismo" (PCF, MRP e SFIO) ed all'introduzione in Francia di una formula centrista, simile a quella italiana.
È da notare un aumento dei deputati di sesso femminile, pari al 6,8% dei seggi nell'Assemblea.

## Risultati
|             | Totale     | Percentuale (%) | Percentuale (%)  |
| ----------- | ---------- | --------------- | ---------------- |
| Elettori    | 25.083.039 |                 |                  |
| Votanti     | 19.578.126 | 78,1            | (su n. elettori) |
| Voti validi | 19.216.375 | 76,6            | (su n. votanti)  |
| Astenuti    | 5.504.913  | 21,9            | (su n. iscritti) |

| Partito                                    | Partito | Voti        | %    | Seggi |
| ------------------------------------------ | ------- | ----------- | ---- | ----- |
|                                            | PCF     | 5.430.593   | 28,3 | 182   |
|                                            | MRP     | 4.988.609   | 25,9 | 173   |
|                                            | SFIO    | 3.433.901   | 17,8 | 101   |
|                                            | RGR     | 2.136.152   | 11,1 | 69    |
|                                            | PRL     | 2.487.313   | 12,9 | 66    |
|                                            | Altri   | 154.377     | 0,8  | 29    |
| Totale                                     | Totale  | 19.216. 375 | 100  | 620   |
| Dati: Élections législatives novembre 1946 |         |             |      |       |